# 북아일랜드의 국장

북아일랜드의 국장

북아일랜드의 국장은 1924년에 제정되어 1972년까지 사용되었다.
국장 가운데에는 하얀색 방패가 그려져 있으며, 방패 안에는 "성 게오르기우스의 십자"라고 부르는 붉은색 십자가가 그려져 있다. 십자가 가운데에는 붉은색 손이 그려진 하얀색 육각별이 그려져 있으며, 육각별 위에는 왕관이 올려져 있다.
방패 왼쪽에는 금색 하프와 왕관이 그려진 파란색 깃발이 그려져 있으며, 방패 오른쪽에는 노란색 바탕에 빨간색 십자가 그려진 깃발이 그려져 있다.
국장 왼쪽에는 빨간색 사자가 그려져 있으며, 국장 오른쪽에는 큰뿔사슴이 그려져 있다.

## 같이 보기
- 북아일랜드의 국기
- 아일랜드의 국장